# Gustav Moritz Hallbauer
Gustav Moritz Hallbauer (* 31. Mai 1808 in Rochlitz; † 6. Juni 1887 in Meißen) war ein deutscher Jurist und Politiker.
Hallbauer absolvierte von 1826 bis 1830 ein Studium der Rechtswissenschaften an der Universität Leipzig. Danach war er Advokat und Finanzprokurator in Meißen.
Er war vom 23. November 1848 bis zum 13. Mai 1849 Mitglied der Frankfurter Nationalversammlung für das Königreich Sachsen in Meißen in der Fraktion Deutscher Hof, später Westendhall.
Hallbauer war seit 1841 Mitglied der Stadtverordnetenversammlung in Meißen und Mitglied des Deutschen Vereins ebd. Im Juni 1849 war er Teilnehmer am Gothaer Nachparlament.